# ハネウェル HTF7000
ハネウェル HTF7000はハネウェル・エアロスペースによって生産されるターボファンエンジンである。推力が6500-7500 lbf 級のHTF7000はボンバルディア チャレンジャー 300と計画された新型のガルフストリーム G280、エンブラエル レガシー 500 とエンブラエル レガシー 450に搭載される。
エンジンは元はAS907として識別されており、2004年にHTF7000に変更され、AS907の識別番号はまだ法律上と規定で使用される。

## 派生型
HTF7000 / AS907
原型エンジンである。ボンバルディア チャレンジャー 300用に開発された。
AS977
AS907の高推力版、BAE システムのアブロRJX用に同時期に設計された。 航空機は3機が製造され、飛行後に中止されたのでこのエンジンの派生型は量産には入らなかった。
HTF7250G
ガルフストリーム G280用に開発された派生型
HTF7350
ボンバルディア チャレンジャー 350用に開発された派生型.
HTF7500E
推力7000 lbf (31 kN) のエンブラエル レガシー 500/450用に開発された派生型である。

## 搭載機
- アブロ RJX
- ボンバルディア チャレンジャー 300
- ボンバルディア チャレンジャー 350
- ガルフストリーム G280
- エンブラエル レガシー 450
- エンブラエル レガシー 500

## 仕様諸元 (HTF7000)
一般的特性
- 形式: ターボファン
- 全長:
- 直径: Fan: 34.2 in (0.87 m)
- 乾燥重量: 1,364 lb (618.7 kg)

構成要素
- 圧縮機: ファン:1段、中圧圧縮機:4段軸流式、高圧圧縮機:1段遠心式
- 燃焼器: アニュラ型燃焼器
- タービン: 高圧タービン:2段、低圧タービン:3段
- 使用燃料: 航空用ケロシン
- 潤滑システム: 掃気を備えた加圧噴射とドライサンプ

性能
- 推力: 6,500-7,500 lbf
- 全圧縮比（英語版）: 28.2
- バイパス比: 4.4
- タービン入口温度: 最大定格 1,702 °F (928 °C; 1,201 K)、離陸時 1,735 °F (946 °C; 1,219 K)
- 出力重量比:

出典: 